# 戰星級星際戰艦
戰星 （Battlestar）是科幻小說星際大爭霸故事中的主力艦種，在原著星際大爭霸電影及影集，續集星際大爭霸1980以及重新拍攝的星際大爭霸2005電視影集中都有出現。

## 星際大爭霸（2003年重拍系列）
戰星級星際戰艦銀河號、大西洋號、崔頓號、太陽號、哥倫比亞號、飛馬號在迷你電視影集裡被命名。12艘戰星級星際戰艦在第一次賽隆人戰爭時竣工，而每艘代表一個殖民地（如銀河號代表凱布卡）。至迷你電視影集描寫的年代為止，戰星級星際戰艦約有120艘。根據史巴克（Starbuck）於「the core of the fleet」中的描述，超過30艘戰星級星際戰艦在賽隆人的首波攻擊中被摧毀。

### 飛行莢艙
戰星級星際戰艦的兩側各有一個莢艙。銀河號在進行超光速跳躍（FTL）之前必須收回到艦體內，不過飛馬號並不需要。這兩個筴艙是毒蛇機（Viper）和怪獸機（Raptor）等各種星航器的降落艙。

### 推進
銀河號已知有6座亞光速引擎艙，而飛馬號則有8座，此級星際戰艦具備高機動性，同時可以和諸如 Ragnar 星停泊所一類的太空站設施接駁，停靠於其上。

### 防禦

#### 武裝
大口徑主炮
每一座炮塔有兩門炮，採取交互間隔方式射擊。目前已知它們有兩種操作模式：火力壓制模式，發射爆炸性的高射炮砲彈；齊射模式，發射重型反艦炮彈。 以齊射模式射擊對付賽隆基地艦非常有效。
點防禦火炮
以兩門為一组設置，這種動能武器比主力艦炮要小，主要功能是用來對付戰鬥機或飛彈。曾經用於壓制賽隆賽隆基地艦發射的核子彈頭。同時能夠輕易摧毀賽隆侵掠機.
核武
銀河號至少有十個飛彈發射管。在戰爭爆發時，銀河號攜帶了5顆核子彈頭。至於飛馬號的，如果有攜帶的話，其數量不明。

#### 裝甲
銀河號及其同級的戰星乃是由佈滿裝甲的肋骨柱式結構所保護，該型裝甲可以在砲彈擊中戰艦以前觸發砲彈，進而保護船艦。較新式的戰星裝置了平滑的裝甲板。在迷你影集中，銀河號承受了一枚核彈直擊，而僅造成指揮中心和飛行莢艙受到輕微損傷。新式的水星級戰星飛馬號有更好的防護力，她在塞隆人的偷襲中至少撐過了三枚核彈的射擊，飛馬號在那之後不只還能正常運作，她更對賽隆人的基地艦施以強大的還擊。

#### 空軍大隊
銀河號星際戰艦原先配備80架“毒蛇一型”大氣層/太空空優戰鬥機。這些戰機稍後在與賽隆人作戰期間升級至“毒蛇二型”。除了增強機動性以外，二型戰機同時配備2座輕型飛彈發射架。
在賽隆人摧毀12個殖民地之前，銀河號的戰機中隊換裝為“毒蛇七型”戰機；然而大部分的戰機由於星際戰艦即將退役而被移除或者是分配到其他單位。銀河號剩下的一個毒蛇七型中隊因為升級過的導航程式中被植入賽隆病毒，而在攻擊時遭到癱瘓並摧毀。
銀河號同時配備數目眾多，具備空間跳躍能力的“怪獸”多用途太空船，使用於運輸、偵察、搜索、以及電子反制。
- 在迷你影集的一開始，銀河號只有自己的起降平台可以正常運作。有 20 架毒蛇七型戰機組成的主力中隊在該艦的退役典禮之後，轉調去攻擊賽隆人的侵略艦隊。但此中隊被賽隆人的電腦病毒感染，因而被賽隆人的侵略機摧毀。[1]

- 由於未來即將改裝成為博物館展覽，銀河號另外配置了一中隊的毒蛇二型戰機（舊款的主力戰機，用以防衛戰星，並執行攻擊任務）。[2]

- 另外，有未知數量的毒蛇七型戰機在護航教育部部長洛斯琳（Roslin）回航時擔任護航艦隊，這些毒蛇機有可能是來自於其他後來被摧毀的星艦。他們最後在跳躍到 Ragner 集合點時與銀河號會合，最後這些毒蛇機全數移轉到銀河號上並且一起逃離了 Ragner 避難所。

- 飛馬號的到來對銀河號日漸減少的戰機武力意義甚大。除了她幾乎完好無損的毒蛇機中隊，飛馬號上更有毒蛇機的生產設施。在飛馬號被摧毀以後，她的中隊被移至銀河號上，使銀河號擁有一個幾乎由毒蛇七型組成的完整中隊。[9]

### 星際戰艦名單
在賽隆人攻擊時，殖民地艦隊包含約有 120 艘的星際戰艦.
- 銀河號

銀河號在賽隆人對殖民地的攻擊中逃過一劫。在服勤期間，銀河號隸屬於星艦 75 大隊（BSG 75）殖民地星航軍。賽隆人發動攻擊時，銀河號正好在博物館準備退役，該艦現由艾達瑪指揮。
- 亚特兰大號

大西洋號在艦隊總部被毀後成為艦隊旗艦，後來和下列戰艦一起被毀。指揮官是納加拉上將。
- 崔頓號：與大西洋號一起被摧毀.[1]
- 太陽號：與大西洋號一起被摧毀.[1]
- 哥倫比亞號：與大西洋號一起被摧毀.[1]
- 飛馬號：在賽隆攻擊後與銀河號的命運相似，帶著民間船團流浪。但是後來卻捨棄船團，把那些船艦拆毀，用於自身的補強。在遇到銀河號後一起行動，最後毀於新凱布卡的救援戰役。

## 星際大爭霸（1978-1980）

### 基本資料
戰星級是12個殖民地最重要的主力艦，他們至少在將近500星際年（yahren）的時間中參與對抗賽隆聯盟的千年戰爭。艦艇的結構被區分為包過艦橋的主艦體和推進系統，以及位於兩舷以機翼結構相連的機庫艙。 
每個機庫艙搭載了許多毒蛇（Viper）星際戰機與數艘太空梭。星艦和毒蛇戰機使用的燃料稱為 tylium，這是一種在特定行星上能夠發現的神秘物質。

### 武裝
雷射炮塔
雷射炮塔就外觀上來判斷，基本上與毒蛇戰機使用的雷射炮相同。目前有數種已知型態的砲塔，一種是反艦型，這是位於兩側機庫艙外側，低速追蹤的重型炮塔，他們的炮管比其他的炮塔要長。在每一個反艦型炮塔上面有一個防空炮塔，外觀上比較平且薄，追蹤速率高很多，他們的炮管比較小而且距離較近。不過這些武器缺乏對主力艦的殺傷力。
前向雷射
前向雷射只出現在 The Living Legend之2 和上帝之手兩集中，經常與反艦飛彈混淆在一起。它們強而有力，只有主力艦使用這種橘色光束武器。
反艦飛彈
這種重型飛彈給戰星戰艦有充足的火力，至少可以完全摧毀兩座星際基地，僅在 The Living Legend之2 使用過。他們經常與前向雷射混淆在一起，因為他們在同一集當中同時發射過。

### 星際戰艦名單
在原始影集中，只知道有五艘戰星級星際戰艦存活下來
- 銀河號

最後存活下來的戰星級星際戰艦。在五百年前，千年戰爭結束前建造。由艾達瑪指揮官指揮。銀河號擁有大約150架毒蛇機，包括了她自己的，一些來自和平協議中其他戰星級戰艦，還有大量來自飛馬號的戰機。
- 亚特兰大號

艾達總統的戰星級星際戰艦，在和平會議中被摧毀。 在試撥影片曾經出現。
- 太平洋號

在和平會議中被摧毀。參照試撥影片中，背景無線電的聲音 (「... 太平洋號與衛城號失去速度..」，「...崔頓號與太平洋號沒有回應」)
- 崔頓號

在和平會議中被摧毀。參照試撥影片中，背景無線電的聲音 (「... 太平洋號與衛城號失去速度..」，「...崔頓號與太平洋號沒有回應」)
- 衛城號

在和平會議中被摧毀。參照試撥影片中，背景無線電的聲音 (「... 太平洋號與衛城號失去速度..」，「...崔頓號與太平洋號沒有回應」)
- 飛馬號

- 哥倫比亞號

## 外部連結
- 官方藍圖 （页面存档备份，存于） 星際大爭霸 (2003, 2004-) by Zoic Studios.
- Galactica type Battlestar at BattlestarWiki
- Battlestar at BattlestarWiki
- 銀河號戰艦技術手冊 （页面存档备份，存于）